# Vườn quốc gia Mũi Cà Mau
Vườn quốc gia Mũi Cà Mau là một vườn quốc gia tại xã Đất Mũi, huyện Ngọc Hiển, tỉnh Cà Mau. Được thành lập theo quyết định số 142/2003/QĐ-TTg của Thủ tướng chính phủ Cộng hòa Xã hội Chủ nghĩa Việt Nam ngày 14 tháng 7 năm 2003 trên cơ sở nâng cấp khu bảo tồn thiên nhiên Đất Mũi (thành lập theo quyết định số 194/CT, ngày 9 tháng 8 năm 1986).
Ngày 26 tháng 5 năm 2009, cùng với cù lao Chàm, vườn quốc gia này được UNESCO đưa vào danh sách các khu dự trữ sinh quyển.
Ngày 13 tháng 4 năm 2013, Ban thư ký Công ước Ramsar thế giới trao bằng chứng nhận vườn quốc gia Mũi Cà Mau trở thành khu Ramsar thứ 2088 của thế giới, thứ 2 tại Đồng bằng sông Cửu Long và thứ năm của Việt Nam .

## Vị trí
Vườn quốc gia này có vị trí tại mũi đất cực Nam của lãnh thổ Việt Nam.
Tọa độ: từ 8°32′ đến 8°49′ vĩ bắc và từ 104°40′ đến 104°55′ kinh đông.
Tổng diện tích tự nhiên: 41.862 ha, trong đó:
- Diện tích phần trên đất liền: 15.262 ha.
- Diện tích phần ven biển: 26.600 ha.

### Phân khu chức năng trên đất liền
1. Phân khu bảo vệ nghiêm ngặt: 12.203 ha. Thuộc tiểu khu 2 và tiểu khu 3 của khu rừng đặc dụng Đất Mũi và khu rừng phòng hộ bãi bồi.
2. Phân khu phục hồi sinh thái: 2.859 ha. Thuộc tiểu khu 4 và phần ven biển tiểu khu 1 của khu rừng đặc dụng Đất Mũi.
3. Phân khu hành chính dịch vụ: 200 ha. Thuộc khu vực ven Rạch Tàu, khu kênh Hai Thiện, khu Rạch Bàu Lớn và khu Rạch Mũi.

### Phân khu chức năng phần trên biển
Phạm vi tính từ mép bờ biển phía tây ra phía biển, chức năng chủ yếu của phân khu này là bảo tồn tài nguyên sinh vật biển và hệ sinh thái ven bờ, duy trì và nghiên cứu quá trình địa mạo và sinh thái tự nhiên của Vườn quốc gia Mũi Cà Mau, bao gồm các điểm sau:
1. Cửa Sào Lưới thuộc huyện Cái Nước. Tọa độ: Từ 104°47′30″ kinh đông và 8°48′ vĩ bắc.
2. Cách bờ biển 4.700 mét. Tọa độ: Từ 104°45′ kinh đông và 8°48′ vĩ bắc.
3. Ngoài biển. Tọa độ: Từ 104°42′ kinh đông và 8°40′ vĩ bắc.
4. Ngoài biển. Tọa độ: Từ 104°42′ kinh đông và 8°35′ vĩ bắc.
5. Ngoài biển. Tọa độ: Từ 104°48′ kinh đông và 8°33′30″ vĩ bắc.
6. Đầu rạch Trương Phi thuộc huyện Ngọc Hiển. Tọa độ: Từ 104°48′ kinh đông và 8°34′30″ vĩ bắc.

### Vùng đệm
Vùng đệm của Vườn quốc gia Mũi Cà Mau có tổng diện tích 8.194 ha, nằm trên địa bàn các xã: Đất Mũi, Viên An và Đất Mới thuộc huyện Ngọc Hiển, tỉnh Cà Mau.

## Chức năng
1. Bảo tồn lâu dài mẫu chuẩn sinh thái có tầm quan trọng quốc gia, khu vực và thế giới trên cơ sở các giải pháp khoa học, kinh tế và xã hội để bảo vệ hệ sinh thái đất ngập nước vùng đất mũi đang trong quá trình diễn thế tự nhiên.
2. Phục vụ các hoạt động tham quan, du lịch sinh thái và hợp tác quốc tế, xây dựng và thực nghiệm các mô hình bảo tồn và sử dụng bền vững tài nguyên rừng ngập mặn, phát huy giá trị và chức năng kinh tế của hệ sinh thái đất ngập nước.Qua đó cải thiện điều kiện sinh sống của nhân dân trong vùng.
3. Rừng phòng hộ bảo vệ môi trường, hạn chế xói lở, thúc đẩy quá trình bồi tụ bờ biển, để bảo vệ đời sống và sản xuất của nhân dân các vùng đất liền, bảo vệ khu cư trú của ngư dân ở vùng ven biển, tạo nền tảng cho quá trình phát triển bền vững ở vùng ven biển.
4. Bảo vệ đa dạng sinh học của các hệ sinh thái rừng ngập mặn, nơi cư trú cho các loài sinh vật ở vùng ven biển, cung cấp dinh dưỡng cho các loài thủy sản, hỗ trợ cho các hoạt động sản xuất ở vùng ven biển.
5. Xây dựng cơ cấu xã hội nghề rừng ổn định, phù hợp với các mục tiêu quản lý, bảo vệ và phát triển rừng thông qua việc cải thiện và nâng cao tính bền vững của các hệ canh tác Lâm-Ngư nghiệp, tăng năng suất của rừng để nâng cao lợi ích kinh tế của những diện tích rừng ngập mặn ở vùng đệm của Vườn quốc gia.
6. Góp phần nâng cao nhận thức của cộng đồng về các giá trị của rừng và của hệ sinh thái đất ngập nước và các phương pháp sử dụng bền vững tài nguyên đất ngập nước.
7. Góp phần củng cố quốc phòng, bảo vệ an ninh chính trị và trật tự xã hội ở vùng cực Nam của Việt Nam.

## Đa dạng sinh học
Đặc trưng của vườn quốc gia này là hệ động thực vật rừng ngập mặn. Các loài cây cối đặc trưng gồm: sú, vẹt, đước, mắm, tràm.... Các loài động vật trong khu vực vườn này đa dạng, gồm có: rùa, rắn, trăn, cua, các loại cá nước lợ, ba khía, sóc. Diện tích mặt đất của vườn quốc gia này không ngừng được mở rộng một cách tự nhiên do hàng năm Mũi Cà Mau lấn ra biển hàng chục mét bằng nguồn phù sa do hệ thống sông, kênh, rạch mang đến.